# Nuoto ai Giochi della XVI Olimpiade - 400 metri stile libero femminili
La competizione dei 400 metri stile libero femminili di nuoto ai Giochi della XVI Olimpiade si è svolta nei giorni 5 e 7 dicembre 1956 allo stadio del nuoto di Melbourne.

## Programma
| Data            | Round    | Note                           |
| --------------- | -------- | ------------------------------ |
| 5 dicembre 1956 | Batterie | I migliori 8 tempi alla finale |
| 7 dicembre 1956 | Finale   |                                |

## Risultati

### Batterie
| Pos. | Atleta           | Nazione       | Tempo  | Posizione |
| ---- | ---------------- | ------------- | ------ | --------- |
| 1    | Valéria Gyenge   | Ungheria      | 5'14"2 | 7         |
| 2    | Héda Frost       | Francia       | 5'14"4 | 8         |
| 3    | Karin Larsson    | Svezia        | 5'18"3 | 12        |
| 4    | Beth Whittall    | Canada        | 5'21"7 | 15        |
| 5    | Winifred Griffin | Nuova Zelanda | 5'31"0 | 25        |
| 6    | Gertrudes Lozada | Filippine     | 5'34"2 | 26        |

| Pos. | Atleta             | Nazione     | Tempo  | Posizione |
| ---- | ------------------ | ----------- | ------ | --------- |
| 1    | Marley Shriver     | Stati Uniti | 5'07"6 | 3         |
| 2    | Sandra Morgan      | Australia   | 5'07"8 | 4         |
| 3    | Ingrid Künzel      | Germania    | 5'20"8 | 14        |
| 4    | Gladys Priestley   | Canada      | 5'27"5 | 21        |
| 5    | Anita Hellström    | Svezia      | 5'29"2 | 23        |
| 6    | Viviane Gouverneur | Francia     | 5'29"7 | 24        |

| Pos. | Atleta            | Nazione     | Tempo  | Posizione |
| ---- | ----------------- | ----------- | ------ | --------- |
| 1    | Dawn Fraser       | Australia   | 5'02"5 | 2         |
| 2    | Sylvia Ruuska     | Stati Uniti | 5'10"3 | 5         |
| 3    | Ripszima Székely  | Ungheria    | 5'10"5 | 6         |
| 4    | Susan Roberts     | Sudafrica   | 5'16"8 | 10        |
| 5    | Colette Thomas    | Francia     | 5'23"9 | 17        |
| 6    | Birgitta Wängberg | Svezia      | 5'27"0 | 19        |
| 7    | Eiko Wada         | Giappone    | 5'27"2 | 20        |

| Pos. | Atleta          | Nazione       | Tempo  | Posizione |
| ---- | --------------- | ------------- | ------ | --------- |
| 1    | Lorraine Crapp  | Australia     | 5'00"2 | 1         |
| 2    | Susan Gray      | Stati Uniti   | 5'16"7 | 9         |
| 3    | Natalie Myburgh | Sudafrica     | 5'16"8 | 11        |
| 4    | Marrion Roe     | Nuova Zelanda | 5'18"5 | 13        |
| 5    | Margaret Girvan | Gran Bretagna | 5'23"6 | 16        |
| 6    | Gilda Aranda    | Messico       | 5'24"2 | 18        |
| 7    | Yukiko Ōtaka    | Giappone      | 5'28"7 | 22        |

### Finale
| Pos.    | Atleta           | Nazione     | Tempo  |
| ------- | ---------------- | ----------- | ------ |
| Oro     | Lorraine Crapp   | Australia   | 4'54"6 |
| Argento | Dawn Fraser      | Australia   | 5'02"5 |
| Bronzo  | Sylvia Ruuska    | Stati Uniti | 5'07"1 |
| 4       | Marley Shriver   | Stati Uniti | 5'12"9 |
| 5       | Ripszima Székely | Ungheria    | 5'14"2 |
| 6       | Sandra Morgan    | Australia   | 5'14"3 |
| 7       | Héda Frost       | Francia     | 5'15"4 |
| 8       | Valéria Gyenge   | Ungheria    | 5'21"0 |